# Inita Kresa-Katkovska
Inita Kresa-Katkovska geboortenaam: Rītiņa (Riga, 19 januari 1959) is een voormalig Sovjet basketbalspeelster. Ze is ook bekend onder de naam Inita Rītiņa-Kresa.

## Carrière
Kresa-Katkovska speelde voor TTT Riga (1978-1983). Met TTT won ze vijf Sovjet-kampioenschappen in 1980, 1981 en 1982. Ook won ze twee Europese Cup-titels 1981 en 1982. In 1983 stopte ze basketbal. Van 1987 tot 1991 was ze hoofdcoach van Lokomotīve Riga. in 1991 werd ze Sportjournalist.

## Privé
Inita was getrouwd met advocaat Ivars Kress, die ook als basketbalscheidsrechter werkte. Haar naam was toen Inita Rītiņa-Kresa. Na 12 jaar huwelijk stierf Ivars. Later trouwde Inita met de voormalige skiër Jānis Katkovski en heeft ze de naam Inita Kresa-Katkovska.

## Erelijst
- Landskampioen Sovjet-Unie: 5
  - Winnaar: 1979, 1980, 1981, 1982, 1983
  - Tweede: 1978
- EuroLeague Women: 2
  - Winnaar: 1981, 1982